# Fernando Martín Basket Master
Fernando Martín Basket Master es un videojuego de baloncesto, uno contra uno, publicado por Dinamic Software en 1987 para las plataformas: Amstrad CPC 464, Commodore 64 (desarrollado por Imagine Software), Sinclair ZX Spectrum, MSX y, en 1990, para PC, basado en la figura del jugador de baloncesto español Fernando Martín. Los gráficos del juego para todas las versiones fueron realizados por Julio Martín Erro. Imagine la distribuyó fuera de España como Basket Master.
Con posterioridad al lanzamiento inicial y no estando contentos con la versión MSX, deciden reprogramarla, lanzando la versión MSX Executive que sustituye en el mercado a la inicial MSX.

## Características
El juego se desarrolla en dos partes de cinco minutos.
Acciones
- Tiro de dos y tres puntos.
- Mates (tras realizar uno, se mostrará una repetición ampliada y a cámara lenta).
- Robo de balón.
- Tiros libres.
- Tapones.
- Rebote.

Opciones
- Uno o dos jugadores.
- Tres niveles de dificultad.
- Cambiar los nombres de los jugadores.

Infracciones implementadas
- Campo atrás.
- Falta personal en defensa o ataque (máximo 5).
- Dobles.
- Fuera.

Panel de información
En él se mostrarán los siguientes valores:
- Número de faltas personales.
- Energía (de lo que dependerá la velocidad del jugador debido al cansancio).
- Marcador.
- Cronómetro.
- Indicador de proximidad al balón.

## Datos de interés
- Existe un modo efectivo de vencer a Fernando Martín que consiste en forzarle a cometer 5 faltas personales, que suponen su inmediata expulsión del partido y proclama al jugador como vencedor. Para ello, hay que dejar a Martín vía libre para acercarse a la canasta con el balón; si no se interpone el jugador, Martín hará un mate. Si en el momento en que salte para matar, el jugador está pegado a él, Martín cometerá una falta personal en ataque, que además invalidará su canasta. El método más sencillo es dejar que pase junto al jugador y correr pegado a su espalda. De este modo se puede ganar en los 3 niveles de dificultad sin problema.
- Originalmente el videojuego iba a estar protagonizado por Fernando Martín y Epi. Sin embargo, Epi no aceptó y finalmente Fernando Martín fue el único que cedió su imagen para el juego.[2]
- El jugador que se enfrenta a Fernando Martín se asemeja a Gonzalo Martín Erro, hermano de Julio, y autor original del código del programa, que fue firmado luego por otros, como se puede comprobar en el número 104 de la revista MicroHobby, donde se publicita dicho juego y se nombra como autores del mismo a los hermanos Gonzalo Martín Erro y Julio Martín Erro. En este número de la revista se ensalza la labor de Gonzalo Martín Erro en la programación. Sólo un mes después Gonzalo se quedó fuera de la ecuación. En el libro 8 quilates, una historia de la edad de oro del software español, los hermanos Ruíz,  directores de Dinamic, explican que la primera versión del juego adolecía de numerosos problemas y errores de programación que hacían al juego completamente injugable, por lo que decidieron despedir a Gonzalo pero seguir usando los gráficos de Julio Martín Erro, algo que no parece del todo lógico. La versión original de MSX, publicada mucho antes que las restantes, fue programada con apoyo total de Gonzalo antes de su expulsión. Curiosamente, las versiones MSX y Spectrum en cuanto a programación eran prácticamente idénticas, por lo que no es muy lógico que se apartara al programador original, Gonzalo Martín Erro, que prácticamente hizo la de MSX.